# Sommer-Paralympics 2008/Teilnehmer (Burundi)
| stlisierte Goldmedaille | stlisierte Silbermedaille | stlisierte Bronzemedaille |
| ----------------------- | ------------------------- | ------------------------- |
| —                       | —                         | —                         |

Burundi nahm mit drei Athleten an den Sommer-Paralympics 2008 im chinesischen Peking teil. Fahnenträger war Remi Nikobimeze. Er erreichte das beste Ergebnis der Sportler aus Burundi mit dem 5. Platz über 5000 Meter in der Klasse T46.

## Teilnehmer nach Sportart

### Leichtathletik
Männer
- Leonidas Ahishakiye
- Fidele Manirambona
- Remi Nikobimeze